# El hombre que debía una muerte
El hombre que debía una muerte es una película en blanco y negro de Argentina, cuyo primer nombre fue El hombre que debía un crimen dirigida por Mario Soffici sobre el guion de Sixto Pondal Ríos y Carlos Olivari que se estrenó el 24 de marzo de 1955 y que tuvo como protagonistas a Amelia Bence, Carlos Cores, Nelly Panizza y Domingo Sapelli.

## Sinopsis
Una joven recibe en su casa a un desconocido que había simulado un accidente para ser atendido. Se casan y por la extraña muerte de un familiar, ella recibe una herencia.

## Reparto
- Amelia Bence …Leonor
- Carlos Cores …Héctor Rossi
- Nelly Panizza …Celina Reyes
- Domingo Sapelli …Roque Fontán
- Elvira Quiroga …Doña Nico
- Héctor Méndez … Arquitecto Carlomagno
- Walter Reyna …Inspector Medina
- Gloria Bayardo …Directora
- André Norevó …Maurice
- Tito Grassi …Dr. Ontiveros
- Enrique Talión …Cadete en club
- Teresa Blasco …Rosa
- Warly Ceriani …Médico 1
- Rafael Diserio …Médico 2
- Carmen Giménez …Teresa
- Serafín Ramírez
- Jorge Mayo
- Francisco Iriarte
- Francisco Audenino
- Diego Marcote
- Laura Saniez …Amante de Carlomagno
- Alfredo Santa Cruz
- Luis Schiavo
- Eduardo Langlais
- Carmen Monteleone …Maestra

## Comentarios
La revista Set opinó :

”Este nuevo film que nada agrega a su  brillante foja de servicios en la cinematografía nacional. Es un trabajo correcto, esto sí, pero sin nada sobresaliente como de quien se limita a cumplir estrictamente con un compromiso contraído… La fotografía excelente.”

Por su parte, Manrupe y Portela escriben:

”Melodrama excesivamente espeso, entre lo menos visto de Soffici, alejado de lo social y al parecer sin muchas motivaciones. Considerado por el mismo director como una de sus peores películas.”